# Morir a San Hilario
Morir a San Hilario (originalment en castellà, Morir en San Hilario) és una pel·lícula espanyola, dirigida per Laura Mañá el 2005, i protagonitzada per Juan Echanove, Lluís Homar, Ana Fernández. S'ha doblat al català.

## Sinopsi
San Hilario era un lloc de transició, ideal per a ser-hi enterrat, amb el seu esplèndid cementiri i l'habilitat dels veïns per a organitzar els millors sepelis. A San Hilario, la gent moria en pau i tranquil·litat. Cadascun dels seus habitants representa una actitud enfront de la mort, però ara, les presses i la modernitat han deixat al poble sense feina. L'arribada d'en Germán Cortés, un famós pintor i nou client que desitja morir al poble, és un fil d'esperança per als seus habitants que s'esforçaran per intentar remuntar el negoci. Però en Germán es mor abans d'arribar al poble, i en el seu lloc acullen, equivocats, a un pròfug de la justícia. Un gàngster amb el botí d'un robatori, que desitja passar uns dies amagat de la policia de la capital i que no desfà l'equívoc, de manera que assisteix, completament atònit, als preparatius del seu propi enterrament.

## Repartiment
- Lluís Homar com a 'Piernas' Germán
- Ana Fernández com a Esther
- Ferran Rañé com a Teodoro
- Ulises Dumont com a Mariano
- Juan Echanove com a Cura Antonio
- Eric Bonicatto com a Cándido
- Milton De La Canal com a Pablo
- Max Berliner com a Cayetano
- Rita Terranova com a Berta
- Damián Dreizik com a Horacio
- Carlos Bermejo com a Crater
- María Elina Ruas com a Rosita
- Guido D'Albo com a Fermín
- Andrés Zurita com a Alfredo